# Чемпіонат Європи з боксу 2008
XXXVII Чемпіонат Європи з боксу (чоловіків) відбувся 5 — 15 листопада 2008 року в Ліверпулі в Англії.
Україну представляли: Денис Шкарубо, Георгій Чигаєв, Олександр Єгоров, Василь Ломаченко, Олександр Ключко, Денис Лазарєв, Дмитро Митрофанов, Іван Сенай, Олександр Усик, Денис Пояцика, Роман Капітоненко.

## Медалісти
| Категорія:                         | Золото:           | Срібло:           | Бронза:                          |
| Перша найлегша вага (до 48 кг)     | Оганес Даніелян   | Хосе де ла Ніеве  | Іштван Унгварі Ферхат Пехліван   |
| Найлегша вага (до 51 кг)           | Георгій Чигаєв    | Саломо Н'Туве     | Олександр Ришкан Мумін Велі      |
| Легша вага (до 54 кг)              | Люк Кемпбелл      | Детелін Далаклієв | Денис Макаров Ендрю Селбі        |
| Напівлегка вага (до 57 кг)         | Василь Ломаченко  | Араїк Амбарцумов  | Хішам Зіуті Башир Хассан         |
| Легка вага (до 60 кг)              | Леонід Костильов  | Вазген Сафарянц   | Росс Хікі Міклош Варга           |
| Перша напівсередня вага (до 64 кг) | Едуард Амбарцумян | Дьюла Кате        | Джон Джо Джойс Марцін Леговський |
| Напівсередня вага (до 69 кг)       | Магомед Нурудінов | Джек Кулкай       | Абдулкадир Керогли Жаід Шигер    |
| Середня вага (до 75 кг)            | Іван Сенай        | Максим Коптяков   | Імон О'Кейн Віктор Котюжанський  |
| Напівважка вага (до 81 кг)         | Олександр Усик    | Сяргєй Карнєєв    | Ніколайс Грішунінс Рене Краузе   |
| Важка вага (до 91 кг)              | Єгор Мєхонцев     | Цолак Ананікян    | Петрішор Гананау Йожеф Дармос    |
| Надважка вага (вище 91 кг)         | Кубрат Пулєв      | Денис Сергєєв     | Роман Капітоненко Мемнун Хаджич  |

## Медальний залік
| Медальний залік |                      |        |        |        |       |
| Місце           | Держава              | Золото | Срібло | Бронза | Разом |
| 1               | Україна              | 4      | 0      | 1      | 5     |
| 2               | Росія                | 2      | 3      | 0      | 5     |
| 3               | Вірменія             | 2      | 1      | 0      | 3     |
| 4               | Білорусь             | 1      | 2      | 0      | 3     |
| 5               | Болгарія             | 1      | 1      | 0      | 2     |
| 6               | Англія               | 1      | 0      | 0      | 1     |
| 7               | Угорщина             | 0      | 1      | 3      | 4     |
| 8               | Німеччина            | 0      | 1      | 2      | 3     |
| 9               | Швеція               | 0      | 1      | 1      | 2     |
| 10              | Іспанія              | 0      | 1      | 0      | 1     |
| 11              | Ірландія             | 0      | 0      | 3      | 3     |
| 12              | Молдова              | 0      | 0      | 2      | 2     |
| 12              | Франція              | 0      | 0      | 2      | 2     |
| 12              | Туреччина            | 0      | 0      | 2      | 2     |
| 15              | Румунія              | 0      | 0      | 1      | 1     |
| 15              | Латвія               | 0      | 0      | 1      | 1     |
| 15              | Польща               | 0      | 0      | 1      | 1     |
| 15              | Уельс                | 0      | 0      | 1      | 1     |
| 15              | Північна Македонія   | 0      | 0      | 1      | 1     |
| 15              | Боснія і Герцеговина | 0      | 0      | 1      | 1     |
| Разом           | 20 держав            | 11     | 11     | 22     | 44    |